# Tracy Melchior
Tracy Lindsey Melchior (ur. 22 czerwca 1973 roku w Hollywood, na Florydzie) – amerykańska aktorka telewizyjna.

## Życiorys
Karierę rozpoczęła jako modelka, uczestniczyła w wielu reklamach, m.in. kosmetyków firmy Old Spice. Debiutowała na kinowym ekranie epizodyczną rolą dziewczyny z biletami w sensacyjnej komedii kryminalnej Gliniarz z Beverly Hills III (Beverly Hills Cop III, 1994) u boku Eddiego Murphy. Rok później znalazła się w obsadzie filmu sensacyjnego Pierścienie mocy (The Power Within, 1995). Jednak sławę zawdzięcza występom w operach mydlanych – CBS Żar młodości (The Young and the Restless, 1997), NBC Sunset Beach (1999), ABC Tylko jedno życie (One Life to Live, 2003), a przede wszystkim CBS Moda na sukces (The Bold and the Beautiful, 2001-2004, 2006, 2008, 2012) gdzie zagrała postać Kristen Forrester Dominguez (wcześniej w latach 1987–1990 w tę rolę wcielała się Teri Ann Linn).
20 marca 1999 roku poślubiła oficera Los Angeles Police Department SWAT Roba Melchiora. Mają dwóch synów: Kyle’a Roberta (ur. 2001) i Cody'ego (ur. 2009). 

## Filmografia

### Filmy kinowe
- 2006: Ukrywane tajemnice (Hidden Secrets) jako Sherry Hayden
- 1995: Pierścienie mocy (The Power Within) jako Sandy
- 1994: Gliniarz z Beverly Hills III (Beverly Hills Cop III) jako dziewczyna z biletami

### Filmy TV
- 1994: Poszukiwanie i ratunek (Search and Rescue)

### Seriale TV
- 2003: Tylko jedno życie (One Life to Live) jako Kelly Cramer Buchanan #2
- 2001–2006, 2008, 2012–2013, 2017: Moda na sukces (The Bold and the Beautiful) jako Kristen Forrester Dominguez #2
- 2000: Kryminalne Zagadki Las Vegas (CSI: Crime Scene Investigation) jako reporterka
- 2000: Pasje (Passions) jako Renée
- 2000: Ośmielam się cię prowokować (I Dare You) jako polowa reporterka
- 1999: Sunset Beach jako Tess Marin
- 1997: Żar młodości (The Young and the Restless) jako Veronica Martin Landers #1
- 1996: Wysoka fala (High Tide) jako Marsha
- 1995: Jedwabne pończoszki (Silk Stalkings) jako Laura St. John
- 1995: Herkules (Hercules: The Legendary Journeys) jako Flaxen
- 1994: Dziewczyna z komputera (Weird Science) jako Rhonda Wellman
- 1994: Moje tak zwane życie (My So-Called Life) jako modelka